# Setra MultiClass 400 LE business
Als Setra MultiClass 400 LE business wird eine Low-Entry-Bus-Baureihe des deutschen Busherstellers Setra bezeichnet. Die Baureihe wurde in der Türkei produziert und unter der Produktgruppe „MultiClass 400“ angeboten. Die Baureihe ersetzt die Niederflurfahrzeuge (S 415 NF und S 416 NF) der MultiClass 400 Baureihe, dessen Produktion wegen der für jedes Nutzfahrzeug verpflichtenden Umstellung auf Euro VI eingestellt wurde. Die Produktion der MultiClass 400 LE business-Baureihe wurde 2024 zu Gunsten der MultiClass 500 LE-Baureihe eingestellt.

## Ausstattung
- Standardausstattung (hoher Komfort): Pflegeleichte Decken- und Seitenwandverkleidungen, sowie das serienmäßige Sitzmodell Setra Transit. Die Bestuhlung ist auf die maximale Sitzplatzanzahl im Überlandverkehr ausgelegt, was zu geringeren Kosten beiträgt.

- Luxusausstattung (maximaler Komfort): Reisesitze Setra Route. Sie eignen sich für Ausflugsfahrten und den Überlandlinienverkehr. Die Sitzkissen sind gefedert.

Man kann die Türen mit hohem oder niedrigem Paneel oder voll verglast (serienmäßig) bestellen. Alternativ zur doppelt breiten Tür steht eine einfach breite Tür für den zweiten Einstieg zur Wahl. Außer den LED-Anzeigen kann man auch Flüssigkristall-Anzeigen (LCD) bestellen.

## Bustypen
- Setra S 415 LE business: 12-Meter-Ausführung (2 Achsen)
- Setra S 416 LE business: 13-Meter-Ausführung (2 Achsen)
- Setra S 418 LE business: 14,64-Meter-Ausführung (3 Achsen)

## Galerie

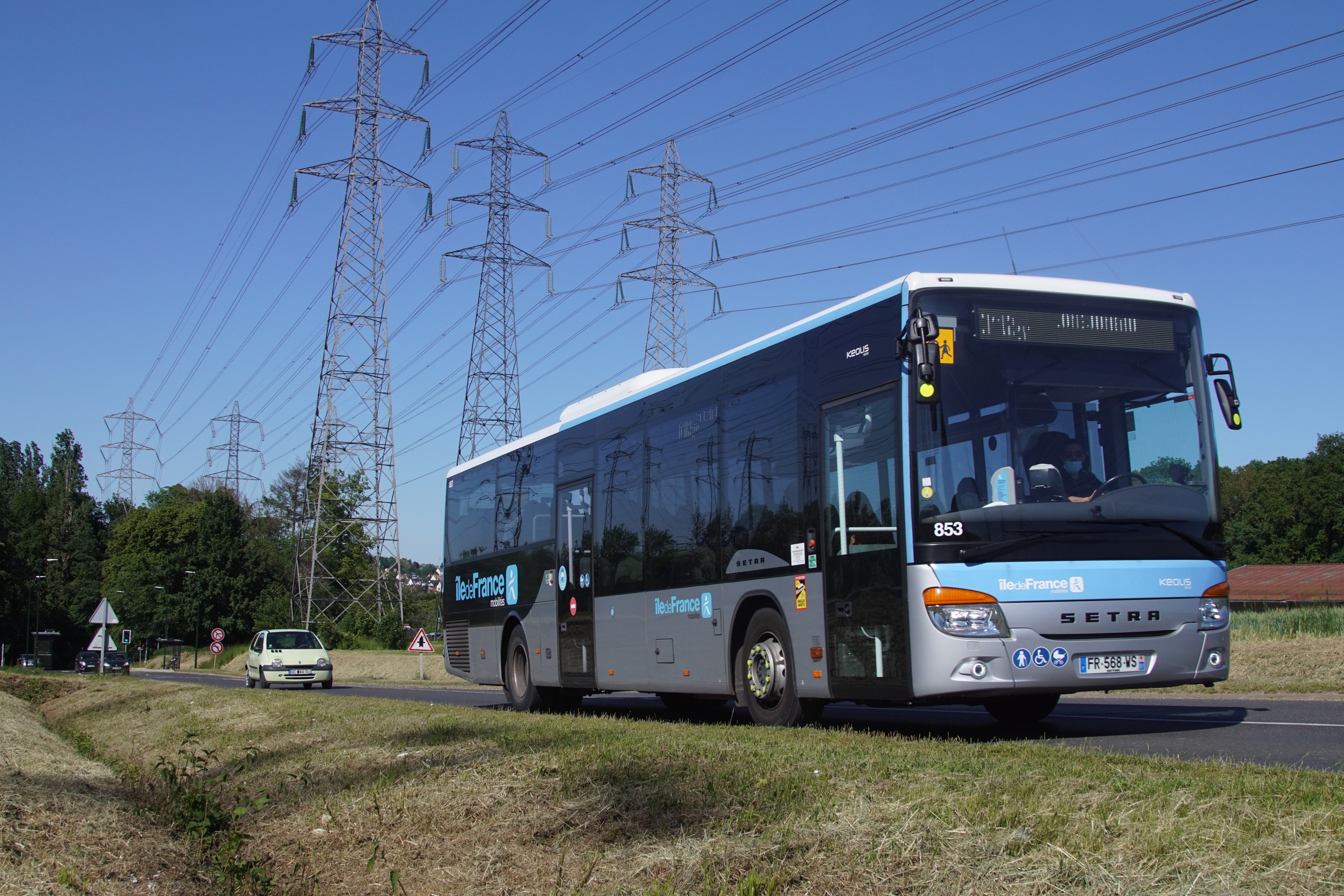
Setra S 415 LE Business
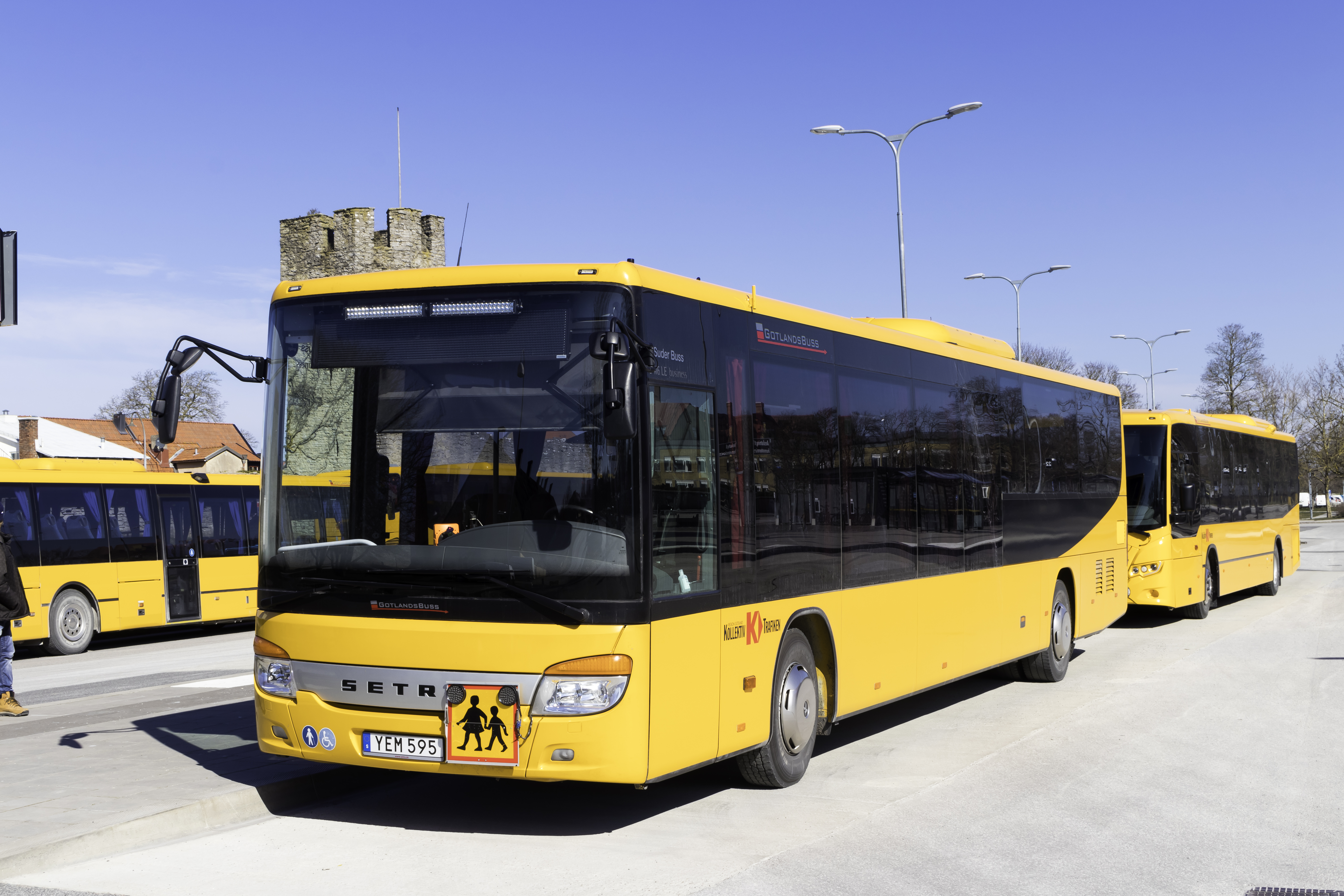
Setra S 416 LE business
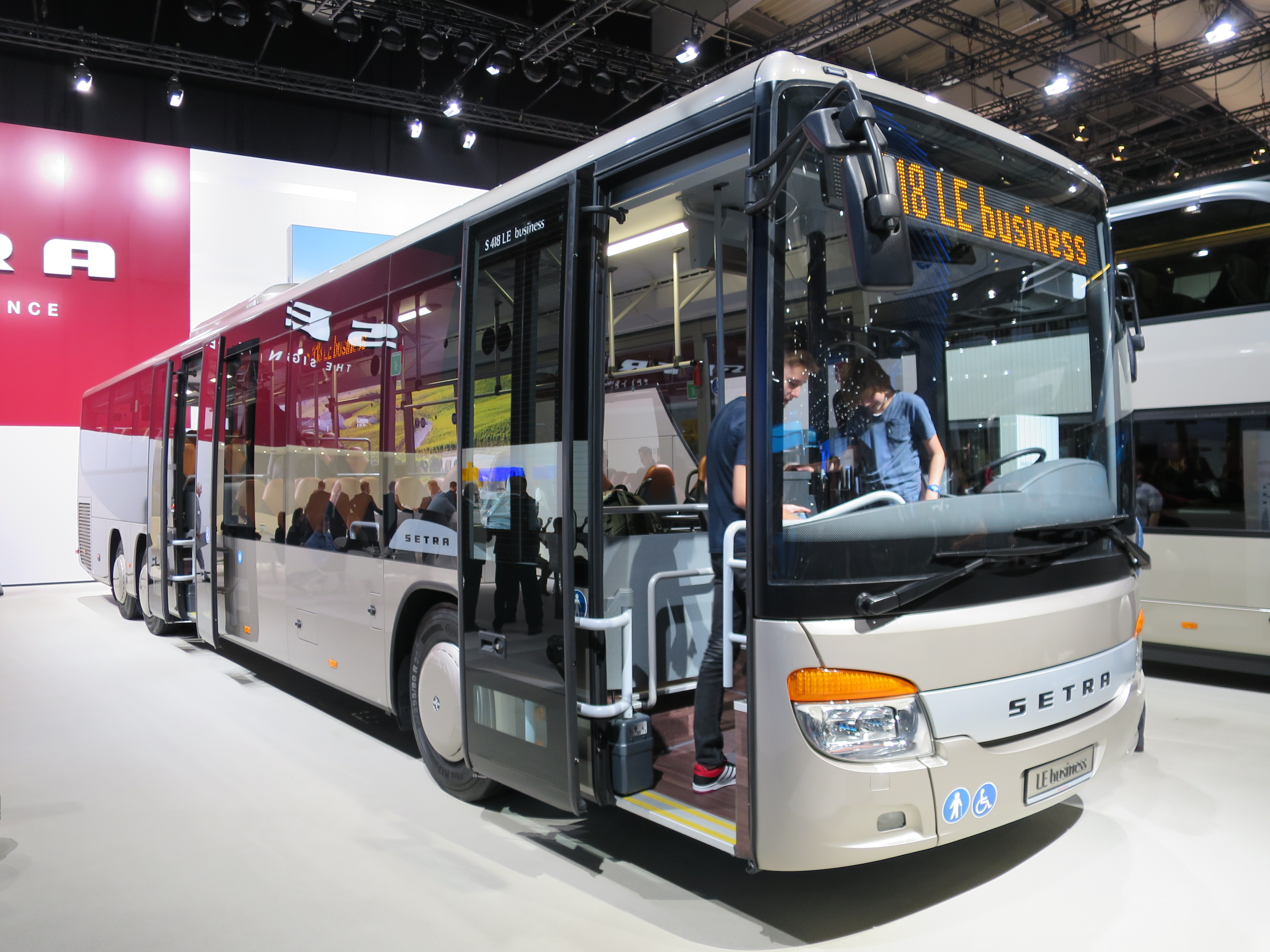
Setra S 418 LE business
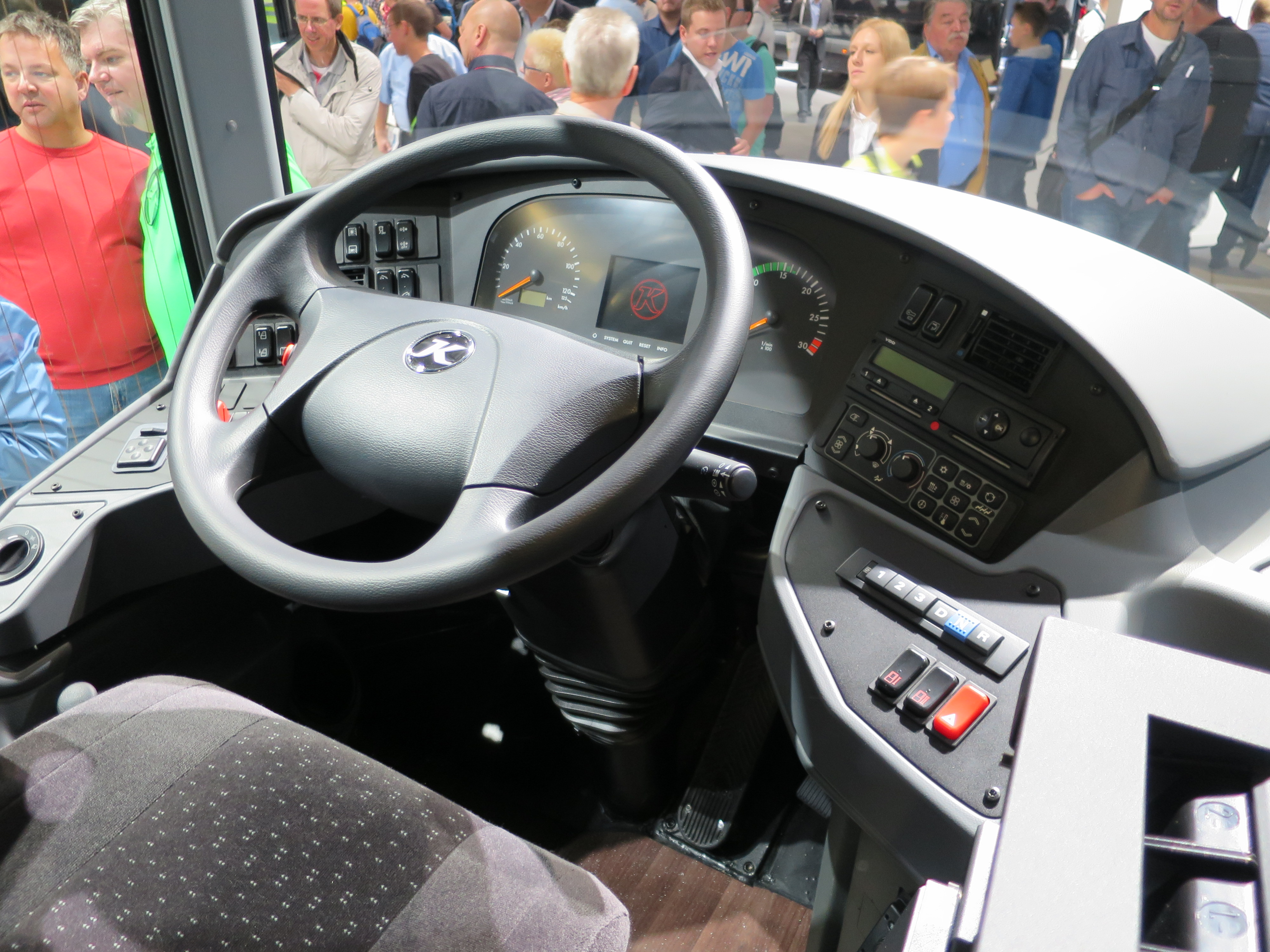
Setra S 418 LE business Cockpit
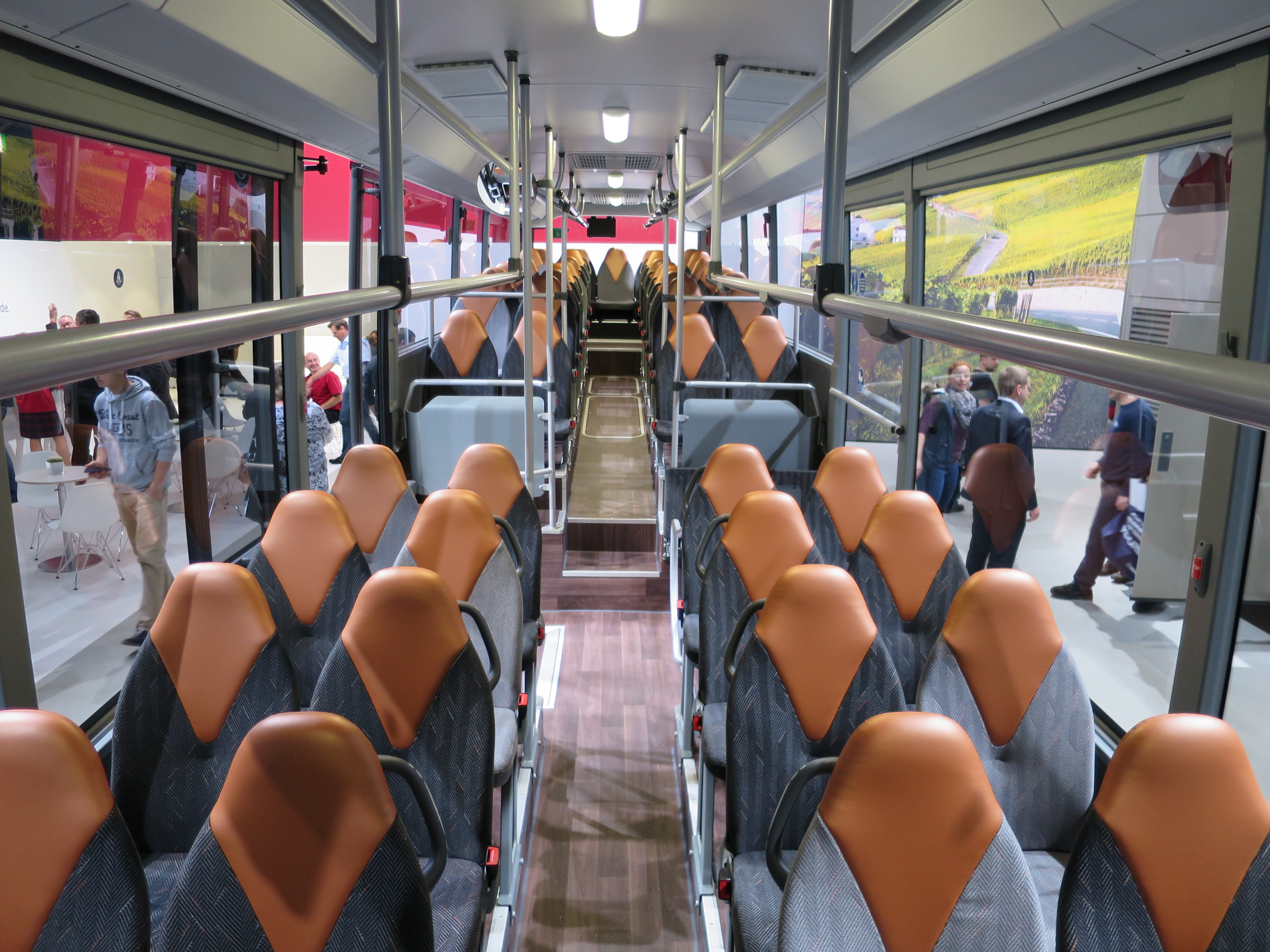
Setra S 418 LE business Innenraum